# Championnat de Super Formula 2018
Navigation
2017 2019
Le championnat de Super Formula 2018 est la 23e saison du principal championnat japonais de monoplaces et la 6e saison sous le nom de Super Formula. Comportant 7 courses, il démarre le 22 avril à Suzuka et se termine le 28 octobre sur ce même circuit.

## Écuries et pilotes
Toutes les écuries disposent de châssis Dallara SF14 chaussés de pneumatiques Yokohama. En ce qui concerne les moteurs, les écuries ont le choix entre Honda ou Toyota.
| Écuries                 | n° | Pilotes                | Moteurs | Manches  |
| ----------------------- | -- | ---------------------- | ------- | -------- |
| JMS P.mu/cerumo・INGING |    | Hiroaki Ishiura        | Toyota  | Toutes   |
| JMS P.mu/cerumo・INGING | 2  | Yuji Kunimoto          | Toyota  | Toutes   |
| Kondō Racing            | 3  | Nick Cassidy           | Toyota  | Toutes   |
| Kondō Racing            | 4  | Kenta Yamashita        | Toyota  | Toutes   |
| Docomo Dandelion Racing | 5  | Tomoki Nojiri          | Honda   | Toutes   |
| Docomo Dandelion Racing | 6  | Nobuharu Matsushita    | Honda   | Toutes   |
| UOMO Sunoco Team LeMans | 7  | Pietro Fittipaldi      | Toyota  | 1        |
| UOMO Sunoco Team LeMans | 7  | Tom Dillmann           | Toyota  | 2–7      |
| UOMO Sunoco Team LeMans | 8  | Kazuya Oshima          | Toyota  | Toutes   |
| Team Mugen              | 15 | Nirei Fukuzumi         | Honda   | 1, 5–7   |
| Team Mugen              | 15 | Sena Sakaguchi         | Honda   | 2        |
| Team Mugen              | 15 | Dan Ticktum            | Honda   | 3–4      |
| Team Mugen              | 16 | Naoki Yamamoto         | Honda   | Toutes   |
| Real Racing             | 17 | Koudai Tsukakoshi      | Honda   | Toutes   |
| carrozzeria Team KCMG   | 18 | Kamui Kobayashi        | Toyota  | 1–4, 6–7 |
| carrozzeria Team KCMG   | 18 | Yuichi Nakayama        | Toyota  | 5        |
| Itochu Enex Team Impul  | 19 | Yuhi Sekiguchi         | Toyota  | Toutes   |
| Itochu Enex Team Impul  | 20 | Ryō Hirakawa           | Toyota  | Toutes   |
| Vantelin Team Tom's     | 36 | Kazuki Nakajima        | Toyota  | 1–4, 6–7 |
| Vantelin Team Tom's     | 36 | Joao Paulo de Oliveira | Toyota  | 5        |
| Vantelin Team Tom's     | 37 | James Rossiter         | Toyota  | Toutes   |
| B-MAX Racing Team       | 50 | Katsumasa Chiyo        | Honda   | Toutes   |
| TCS Nakajima Racing     | 64 | Narain Karthikeyan     | Honda   | Toutes   |
| TCS Nakajima Racing     | 65 | Takuya Izawa           | Honda   | Toutes   |

## Calendrier
| Manche | Manche | Date        | Événement | Circuit                         | Lieu     | Pays                          |
| ------ | ------ | ----------- | --------- | ------------------------------- | -------- | ----------------------------- |
| 1      | 1      | 22 avril    | Suzuka    | Circuit de Suzuka               | Suzuka   | Préfecture de Mie, Japon      |
| 2      | 2      | 13 mai      | Autopolis | Autopolis                       | Kamitsue | Préfecture d'Ōita, Japon      |
| 3      | 3      | 27 mai      | SUGO      | Sportsland SUGO                 | Murata   | Préfecture de Miyagi, Japon   |
| 4      | 4      | 8 juillet   | Fuji      | Fuji Speedway                   | Oyama    | Préfecture de Shizuoka, Japon |
| 5      | 5      | 19 août     | Motegi    | Twin Ring Motegi                | Motegi   | Préfecture de Tochigi, Japon  |
| 6      | 6      | 9 septembre | Okayama   | Circuit international d'Okayama | Mimasaka | Préfecture d'Okayama, Japon   |
| 7      | 7      | 28 octobre  | Suzuka II | Circuit de Suzuka               | Suzuka   | Préfecture de Mie, Japon      |

## Résultats
| Manche | Manche | Événement | Pole position   | Meilleur tour                                 | Pilote vainqueur                              | Écurie gagnante                               |
| ------ | ------ | --------- | --------------- | --------------------------------------------- | --------------------------------------------- | --------------------------------------------- |
| 1      | 1      | Suzuka    | Naoki Yamamoto  | James Rossiter                                | Naoki Yamamoto                                | Team Mugen                                    |
| 2      | 2      | Autopolis | Ryō Hirakawa    | Course annulée en raison des conditions météo | Course annulée en raison des conditions météo | Course annulée en raison des conditions météo |
| 3      | 3      | SUGO      | Tomoki Nojiri   | Yuhi Sekiguchi                                | Naoki Yamamoto                                | Team Mugen                                    |
| 4      | 4      | Fuji      | Nick Cassidy    | Nick Cassidy                                  | Nick Cassidy                                  | Kondō Racing                                  |
| 5      | 5      | Motegi    | Hiroaki Ishiura | Nirei Fukuzumi                                | Hiroaki Ishiura                               | JMS P.mu/cerumo・INGING                       |
| 6      | 6      | Okayama   | Yuhi Sekiguchi  | Kamui Kobayashi                               | Yuhi Sekiguchi                                | Itochu Enex Team Impul                        |
| 7      | 7      | Suzuka II | Naoki Yamamoto  | Yuhi Sekiguchi                                | Naoki Yamamoto                                | Team Mugen                                    |

## Classements
Système de points
Sur chaque course, la pole position rapporte un point, tandis qu'aucun point n'est attribué pour le meilleur tour en course. Les points sont toujours attribués aux huit premiers pilotes classés. Cependant, les points attribués sur une course sont divisés par deux pendant les doubles manches, sauf pour la victoire qui rapporte huit points lors des deux dernières courses de Suzuka.
| Position | 1er | 2e | 3e | 4e | 5e | 6e | 7e | 8e | Pole |
| Points   | 10  | 8  | 6  | 5  | 4  | 3  | 2  | 1  | 1    |

### Classement des pilotes
| Pos. | Pilote                 | SUZ  | AUT | SUG  | FUJ | MOT | OKA  | SUZ  | Points |
| ---- | ---------------------- | ---- | --- | ---- | --- | --- | ---- | ---- | ------ |
| 1    | Naoki Yamamoto         | 1    | A   | 1    | 8   | 7   | 10   | 1    | 38     |
| 2    | Nick Cassidy           | 7    | A   | 2    | 1   | 3   | 5    | 2    | 37     |
| 3    | Hiroaki Ishiura        | 4    | A   | 11   | 2   | 1   | 7    | 11   | 25     |
| 4    | Yuhi Sekiguchi         | 2    | A   | 13   | 6   | 16  | 1    | 8    | 18     |
| 5    | Ryō Hirakawa           | Abd. | A   | 9    | 4   | 2   | 3    | Abd. | 17     |
| 6    | Kazuki Nakajima        | 8    | A   | 3    | 5   |     | 17   | 5    | 15     |
| 7    | Tomoki Nojiri          | 3    | A   | 7    | 14  | 8   | 4    | 9    | 12.5   |
| 8    | Yuji Kunimoto          | 13   | A   | Abd. | 3   | 15  | 8    | 4    | 11.5   |
| 9    | Kenta Yamashita        | 9    | A   | 8    | 18  | 6   | 6    | 3    | 11.5   |
| 10   | Kamui Kobayashi        | 10   | A   | 6    | 12  |     | 2    | 13   | 7      |
| 11   | Nobuharu Matsushita    | 12   | A   | 10   | 9   | 4   | 9    | 7    | 7      |
| 12   | Kazuya Oshima          | 15   | A   | 15   | 7   | 5   | 16   | 14   | 6      |
| 13   | Koudai Tsukakoshi      | 6    | A   | 12   | 13  | 10  | 12   | 6    | 6      |
| 14   | Tom Dillmann           |      | A   | 4    | 10  | 12  | Abd. | 15   | 5      |
| 15   | Narain Karthikeyan     | 17   | A   | 5    | 16  | 11  | 13   | 17   | 4      |
| 16   | Takuya Izawa           | 5    | A   | 14   | 15  | 14  | 14   | 16   | 4      |
| 17   | James Rossiter         | 11   | A   | Abd. | 19  | 9   | 11   | Abd. | 0      |
| 18   | Katsumasa Chiyo        | 14   | A   | Abd. | 17  | 19  | 15   | 10   | 0      |
| 19   | Dan Ticktum            |      |     | Abd. | 11  |     |      |      | 0      |
| 20   | Nirei Fukuzumi         | Abd. |     |      |     | 17  | 18   | 12   | 0      |
| 21   | Yuichi Nakayama        |      |     |      |     | 13  |      |      | 0      |
| 22   | Pietro Fittipaldi      | 16   |     |      |     |     |      |      | 0      |
| 23   | Joao Paulo de Oliveira |      |     |      |     | 18  |      |      | 0      |
| —    | Sena Sakaguchi         |      | A   |      |     |     |      |      | —      |

| Couleur  | Résultat                       |
| -------- | ------------------------------ |
| Or       | Vainqueur                      |
| Argent   | 2e place                       |
| Bronze   | 3e place                       |
| Vert     | Classé dans les points         |
| Bleu     | Classé hors des points         |
| Bleu     | Non classé (Nc.)               |
| Violet   | Abandon (Abd.)                 |
| Rouge    | Non qualifié (Nq.)             |
| Rouge    | Non pré-qualifié (Npq.)        |
| Noir     | Disqualifié (Dsq.)             |
| Blanc    | Non partant (Np.)              |
| Blanc    | Forfait (Forf.)                |
| Blanc    | Course annulée (A)             |
| Neutre   | Non présent                    |
| Neutre   | Exclu (Ex.)                    |
| Gras     | Pole position                  |
| Italique | Meilleur tour en course        |
| †        | Classé sans terminer la course |
| 1 2 3 …  | Classement dans la catégorie   |

### Classement des écuries
| Pos. | Écurie                       | n° | SUZ  | AUT | SUG  | FUJ | MOT | OKA  | SUZ  | Points |
| ---- | ---------------------------- | -- | ---- | --- | ---- | --- | --- | ---- | ---- | ------ |
| 1    | Kondō Racing                 | 3  | 7    | A   | 2    | 1   | 3   | 5    | 2    | 47.5   |
| 1    | Kondō Racing                 | 4  | 9    | A   | 8    | 18  | 6   | 6    | 3    | 47.5   |
| 2    | Team Mugen                   | 15 | Abd. | A   | Abd. | 11  | 17  | 18   | 12   | 36     |
| 2    | Team Mugen                   | 16 | 1    | A   | 1    | 8   | 7   | 10   | 1    | 36     |
| 3    | P.mu/cerumo・INGING          | 1  | 4    | A   | 11   | 2   | 1   | 7    | 11   | 35.5   |
| 3    | P.mu/cerumo・INGING          | 2  | 13   | A   | Abd. | 3   | 15  | 8    | 4    | 35.5   |
| 4    | Itochu Enex Team Impul       | 19 | 2    | A   | 13   | 6   | 16  | 1    | 8    | 33     |
| 4    | Itochu Enex Team Impul       | 20 | Abd. | A   | 9    | 4   | 2   | 3    | Abd. | 33     |
| 5    | Docomo Team Dandelion Racing | 5  | 3    | A   | 7    | 14  | 8   | 4    | 9    | 18.5   |
| 5    | Docomo Team Dandelion Racing | 6  | 12   | A   | 10   | 9   | 4   | 9    | 7    | 18.5   |
| 6    | Vantelin Team Tom's          | 36 | 8    | A   | 3    | 5   | 18  | 17   | 5    | 15     |
| 6    | Vantelin Team Tom's          | 37 | 11   | A   | Abd. | 19  | 9   | 11   | Abd. | 15     |
| 7    | UOMO Sunoco Team LeMans      | 7  | 16   | A   | 4    | 10  | 12  | Abd. | 15   | 11     |
| 7    | UOMO Sunoco Team LeMans      | 8  | 15   | A   | 15   | 7   | 5   | 16   | 14   | 11     |
| 8    | TCS Nakajima Racing          | 64 | 17   | A   | 5    | 16  | 11  | 13   | 17   | 8      |
| 8    | TCS Nakajima Racing          | 65 | 5    | A   | 14   | 15  | 14  | 14   | 16   | 8      |
| 9    | carrozzeria Team KCMG        | 18 | 10   | A   | 6    | 12  | 13  | 2    | 13   | 7      |
| 10   | Real Racing                  | 17 | 6    | A   | 12   | 13  | 10  | 12   | 6    | 6      |
| 11   | B-MAX Racing Team            | 50 | 14   | A   | Abd. | 17  | 19  | 15   | 10   | 0      |